# Escándalo de la Gobernación de la Guajira de 2016
El escándalo de la gobernación de la Guajira de 2016 es un escándalo de corrupción política que se destapó luego de la destitución de Oneida Pinto como gobernadora del departamento solo cinco meses del comienzo de su mandato. En su lugar, el gobernador encargado Jorge Enrique Velez ha destapado numerosas irregularidades, por las cuales ha recibido amenazas de muerte, entre otras. Este escándalo resulta aún más aberrante, cuando se sabe de las altas sumas de dinero perdido a la corrupción, mientras el departamento sufre una crisis humanitaria por desnutrición y muerte generalizada de niños, entre otros.

## Irregularidades encontradas
Hasta octubre de 2016, el gobernador designado de la Guajira congeló 44.000 millones de pesos en contratos, ordenó congelar un fondo mixto convertido en ‘caja menor’ de uso irregular por sus antecesores con pérdidas estimadas en 24.908 millones de pesos, y se está bloqueando un giro de 30.000 millones de pesos a la Universidad de La Guajira.

## Amenazas
Por cuenta de la amenaza, Vélez ha sido intimidado con intentos de bloqueo en la pista de aterrizaje del aeropuerto Jorge Isaacs de Maicao, para que su avión no aterrizara. Así mismo, hombres encapuchados han sido enviados para protagonizar disturbios en la catedral de la ciudad. Finalmente, le han interpuesto mil tutelas. Así mismo, se sospecha que sicarios relacionados con la destituida Onedia Pinto estarían planeando atentar contra él.